# Новохетитске државе
Новохетитске државе, такође познате и као сиријско-хетитске државе, заједнички је израз за низ малих кнежевина у северној Сирији, Киликији и јужној и централној Анадолији, насталих након пада Хетитског царства (око 1200. године п. н. е.). У горњој Месопотамији и Сирији преовлађивале су арамејске државе, а дуж либанске обале су неки канански градови преживели као феничанске кнежевине. 

## Појам
Научници користе назив "хетитске" пошто су ове државе некада чиниле део Хетитског царства те су након његовог распада задржале извесне хетитске одлике. Ове одлике огледају се у следећем: сличност у стиловима у архитектури и вајарству, коришћењу хуритских имена карактеристичних за хетитску државу. Писмо које је коришћено у новохетитским државама директно је проистекло из хетитских хијероглифа позног хетитског царства. Језик који је писан хетитским писмом није био хетитски већ лувијски - језик знатног дела становништва у хетитској Анадолији. Становништво новохетитских држава представља мешавину различитих народа: Кананци, Арамејци, Хурити, Хетити, Лувијци. 
Новохетитске државе лежале су дуж главних путева и контролисале су важне речне прелазе. Због тога су све оне биле богати трговачки центри. Обезбеђивале су вези између Урартуа и Асирије на истоку и Фригије, Лидије и медитеранске обале на западу. Упркос културним и лингвистичким сличностима, ове државе нису биле међусобно политички уједињене.

## Државе
Краљевство Хамат са средиштем у истоименом граду налазило се у данашњој Хами на Оронту. Престоница Унки-Патине, државе у области равнице Амука и доњег Оронта, био је град Киналуа. У држави Аин Дара откривен је храм са каменим склуптурама. Самала је била престоница истоименог краљевства. Северозападно од Самала лежала је кнежевина Гургум са претоницом у Маркасу. Источно од Самале налазила се држава Кумух са центром у Самсату. Северно, на обали Еуфрата до границе са Урартуом, налазила се Мелида, Мелитена класичног периода. Киликија је била подељена на Кве и Хилаку. Табал је била општа одредница за југоисточни део Анадолије. Био је подељен на многе мање државе које су делимично уједињене под кнежевином Бит Буруташ. 